# Coleomyia rubida
Coleomyia rubida là một loài ruồi trong họ Asilidae. Coleomyia rubida được Martin miêu tả năm 1953. Loài này phân bố ở vùng Tân Bắc giới.